# Twin Forks (álbum)
| Críticas profissionais                                                      | Críticas profissionais |
| Pontuações agregadas                                                        | Pontuações agregadas   |
| Fonte                                                                       | Avaliação              |
| --------------------------------------------------------------------------- | ---------------------- |
| Metacritic                                                                  | 71/100                 |
| Avaliações da crítica                                                       |                        |
| Fonte                                                                       | Avaliação              |
| AbsolutePunk                                                                | 85%                    |
| AllMusic                                                                    | [ 3 ]                  |
| Alternative Press                                                           | [ 4 ]                  |
| HM                                                                          | [ 5 ]                  |
| Rock Sound                                                                  | 8/10                   |
| This Is Fake DIY                                                            | [ 7 ]                  |
| Esta tabela precisa de ser acompanhada por texto em prosa. Consulte o guia. |                        |

Twin Forks é o álbum de estúdio homônimo do grupo de folk Twin Forks. Produzido por Ammar Malik e Robopop, o álbum foi lançado em 25 de Favereiro de 2014 pela Dine Alone Records

## Lançamento
Em 20 de Fevereiro, o USA Today lançou o álbum exclusivamente para os seus usuários.

## Faixas
| CD             |                          |         |  |
| N.º            | Título                   | Duração |  |
| 1.             | "Can't Be Broken"        | 3:36    |  |
| 2.             | "Cross My Mind"          | 3:34    |  |
| 3.             | "Back to You"            | 2:50    |  |
| 4.             | "Kiss Me Darling"        | 2:59    |  |
| 5.             | "Scraping Up the Pieces" | 2:48    |  |
| 6.             | "Something We Just Know" | 2:52    |  |
| 7.             | "Danger"                 | 3:40    |  |
| 8.             | "Reasoned and Roughened" | 4:15    |  |
| 9.             | "Plans"                  | 3:36    |  |
| 10.            | "Done"                   | 3:30    |  |
| 11.            | "Come On"                | 4:03    |  |
| 12.            | "Who's Looking Out"      | 4:07    |  |
| Duração total: | Duração total:           | 41:50   |  |

## Posição de chart
| Chart (2014)                                  | Peak position |
| --------------------------------------------- | ------------- |
| Estados Unidos (Billboard 200)                | 144           |
| Estados Unidos (Top Alternative Albums)       | 25            |
| Estados Unidos (Billboard Top Heatseekers)    | 2             |
| Estados Unidos (Billboard Independent Albums) | 30            |
| Estados Unidos (Top Rock Albums)              | 34            |